# Denise Legrix
Denise Legrix, née le 16 mai 1910 à Cahagnes (Calvados) et morte le 25 août 2010 à Lisieux, est une écrivaine et peintre française de la bouche et membre de l'Association des artistes peignant de la bouche et du pied (AAPBP).

## Biographie
Denise Legrix est née atteinte de dysmélie dans la maison familiale du lieu-dit Vauvrecy. Entourée de sa famille, elle développe dès sa jeunesse des techniques pour surmonter son handicap et gagner en autonomie. Dès l'enfance, elle se lance dans la peinture et le dessin. Elle réussit à faire de la peinture un métier et devient en 1965 l'un des premiers membres de l'Association des artistes peignant de la bouche et du pied.
Elle fonde en 1970 l'« Association d'entraide des enfants et adultes dysméliques » (ANEEAD), qui a pour but d'aider d'autres dysméliques en leur enseignant des techniques pour surmonter les épreuves du quotidien, en les aidant à développer des outils, en rassurant les parents, en aidant des associations, etc. En 1997, l'association sera rebaptisée Association Denise Legrix.
Artiste peintre émérite et écrivaine de talent,, elle accède à une notoriété internationale grâce à son livre Née comme ça, préfacé par André Soubiran. Dans son ouvrage Ma joie de vivre. Croire, sourire, lutter, elle témoigne de ce qui l'a fait vivre et l'exprime avec force et simplicité : « On ne vit bien que dans l'effort. Perdre le goût de l'effort, c'est perdre la joie de vivre […]. La seule réussite est celle de la vie intérieure. »

## Style artistique
Denise Legrix a une prédilection pour les paysages et les fleurs qu’elle traite dans un style impressionniste. Sensibilité, simplicité, raffinement sont les traits essentiels de sa peinture.

## Distinctions
- Prix Albert Schweitzer en 1960 pour son livre Née comme ça
- Officier de la Légion d'honneur en 2003[5]
- Oscar du Courage Français en 1964
- Officier de l'Ordre national du Mérite en 1968
- Prix Lane Bryant du dévouement, en novembre 1963